# Krkanka
Krkanka är ett berg i Tjeckien.   Det ligger i regionen Pardubice, i den centrala delen av landet, 90 km öster om huvudstaden Prag. Toppen på Krkanka är 575 meter över havet, eller 138 meter över den omgivande terrängen. Bredden vid basen är 6,5 km.
Terrängen runt Krkanka är platt västerut, men österut är den kuperad. Runt Krkanka är det ganska glesbefolkat, med 47 invånare per kvadratkilometer. Närmaste större samhälle är Chrudim, 16,9 km öster om Krkanka. I omgivningarna runt Krkanka växer i huvudsak blandskog.